# Еталон смерекового з домішкою бука і ялиці насадження
Еталон смерекового з домішкою бука і ялиці насадження — ботанічна пам'ятка природи місцевого значення. Об'єкт розташований на території Надвінянського району Івано-Франківської області, Бистрицьке лісництво, квартал 72, виділ 14.
Площа — 4,4000 га, статус отриманий у 1972 році.